# Joseph Rainey
Joseph Hayne Rainey (ur. 21 czerwca 1832 w Georgetown, zm. 1 sierpnia 1887 tamże) – amerykański polityk, członek Izby Reprezentantów USA w latach 1870–1879 jako pierwszy Afroamerykanin.

## Życiorys
Urodził się 21 czerwca 1832 r. w Georgetown w Karolinie Południowej. Brak dokumentów opisujących pierwsze lata jego życia. Mimo że urodził się w rodzinie niewolników, jego ojciec Edward miał pozwolenie na pracę jako fryzjer i zachowanie części zarobków. Dzięki tym środkom rodzina wykupiła się z niewoli na początku lat 40. XIX wieku. Rainey nie uzyskał formalnego wykształcenia, gdyż Karolina Południowa nie pozwalała Afroamerykanom na uczęszczanie do szkół. Przyuczył się natomiast u ojca do zawodu i od połowy lat 50. pracował jako fryzjer w ekskluzywnym hotelu Mills House w Charlestonie. W 1859 r. wyjechał do Filadelfii, gdzie poślubił Susan Cooper, również pochodzącą z Karoliny Południowej. Po ślubie wrócił z żoną do Charlestonu, później miał z nią troje dzieci (Josepha, Herberta i Olive).
Po wybuchu wojny secesyjnej Armia Stanów Skonfederowanych (CSA) zmusiła Raineya do prac przy budowie umocnień Charlestonu. Pracował także jako steward na statku przemycającym towary wbrew blokadzie morskiej, narzuconej Konfederacji przez flotę Unii. W 1862 r. zbiegł na brytyjskie Bermudy, gdzie niewolnictwo zniesiono w 1834 roku. Tam dorobił się, gdyż gospodarka Bermudów odnosiła ogromne korzyści z lukratywnego handlu z Konfederacją, omijającego blokadę Północy. Mieszkał z rodziną w St. George’s i Hamilton, gdzie z powodzeniem prowadził zakład fryzjerski, a jego żona sklep odzieżowy.
Do Stanów Zjednoczonych powrócił w 1866 r., po zakończeniu wojny secesyjnej. Początkowo osiadł w Charlestonie, a potem w Georgetown. Rainey pomagał zakładać stanowe struktury Partii Republikańskiej i reprezentował Georgetown w komitecie partii. W 1868 r. został delegatem na stanową konwencję konstytucyjną i wygrał wybory do stanowego senatu, gdzie zasiadał w komisji finansów.
W lutym 1870 r. członek Izby Reprezentantów USA, Benjamin F. Whittemore, zrezygnował z zasiadania w Izbie pod zarzutem korupcji. Partia Republikańska nominowała wówczas Raineya jako kandydata do dokończenia kadencji w 41. Kongresie. Został następnie wybrany także do 42. Kongresu i trzech kolejnych. Zasiadał zatem w Izbie Reprezentantów od 12 grudnia 1870 do 3 marca 1879 roku.
Obejmując urząd 12 grudnia 1870 r., Rainey został pierwszym Afroamerykaninem w Izbie Reprezentantów. Zasiadał w komisjach: ds. wyzwoleńców, ds. Indian, ds. świadczeń dla weteranów. 1 stycznia 1871 r. wygłosił swoją pierwszą większą mowę, gdy przekonywał do przyjęcia ustawy o Ku Klux Klanie, która miała doprowadzić do zwalczania organizacji białych suprematystów przez rząd federalny, ponieważ władze stanowe nie podejmowały działań w tym zakresie.
W 1872 r. Rainey nie miał w wyborach kontrkandydata, a dwa lata później wygrał z wynikiem 52% z Afroamerykaninem, Samuelem Lee, dawnym spikerem Izby Reprezentantów Karoliny Południowej. Chociaż Lee zakwestionował prawidłowość oddania niektórych głosów, komisja wyborcza podtrzymała ostateczny rezultat wyborów.
29 kwietnia 1874 r. jako pierwszy Afroamerykanin przewodniczył obradom Izby, gdy toczono debatę nad jedną z ustaw dotyczących rezerwatów dla rdzennych Amerykanów. W okresie rekonstrukcji Afroamerykanie reprezentujący Partię Republikańską wygrywali wybory do lokalnych, stanowych i federalnych urzędów na całym terenie dawnej Konfederacji, ale po odzyskaniu przez Demokratów władzy pod koniec lat 70. zaczęto proces niszczenia praw obywatelskich, politycznych i ekonomicznych ludności afroamerykańskiej, co spowodowało upadek znaczenia Partii Republikańskiej w regionie.
W 1875 r. Rainey w debacie przekonywał do konieczności tworzenia wspólnych szkół dla Afroamerykanów i białych, co miało przyczynić się do walki z uprzedzeniami, jednak mimo uchwalenia ustawy, większość jej przepisów uchylił Sąd Najwyższy.
W listopadzie 1876 r. Rainey pokonał (52%) demokratę Johna S. Richardsona w wyborach do 45. Kongresu, pomimo iż kampania pełna była aktów przemocy dokonywanych przez białych zwolenników Demokratów. Przegrany Richardson oskarżył jednak Raineya i Partię Republikańską o zastraszanie wyborców, ogłosił się zwycięzcą i pojechał do Waszyngtonu walczyć o miejsce w Kongresie. Rainey tymczasem otrzymał zaświadczenie o wyborze od sekretarza stanu Karoliny Południowej. Izba przyznała mandat Raineyowi, jednak 1878 r. zdominowana przez Demokratów komisja wyborcza uznała, że obecność wojsk federalnych na terenie stanu miała wpływ na wynik wyborów i uznała miejsce za nieobsadzone. Mimo to cała Izba odrzuciła raport komisji i Rainey zachował miejsce do końca kadencji do 3 marca 1879 r..
W 1878 r. Richardson pokonał Raineya dzięki dużej mobilizacji Partii Demokratycznej i uzyskał 62%. Rainey oskarżył jego stronnictwo o korupcję i oszustwa, ale nie złożył formalnego protestu do Kongresu. W ostatnich miesiącach w Kongresie przeforsował jednak ustawę umożliwiającą rządowi federalnemu narzucanie stanom federalnego nadzoru nad działaniem systemu wyborczego. Po ustąpieniu z fotela kongresmena, Partia Republikańska wysunęła jego kandydaturę na stanowisko sekretarza Izby Reprezentantów Stanów Zjednoczonych, jednak demokratyczna większość 46. Kongresu przeforsowała swojego kandydata. W 1879 r. Rainey został urzędnikiem Departamentu Skarbu w Karolinie Południowej, a dwa lata później został brokerem i bankierem w Waszyngtonie, ale po pięciu latach firma upadła. Następnie zajmował się jeszcze handlem drewnem i węglem, po czym wrócił do Georgetown, gdzie zmarł 1 sierpnia 1887 r.